# Килелер
Килелер (грч. Κιλελέρ) је општина у Грчкој. По подацима из 2011. године број становника у општини је био 20.854.

## Становништво
| 2011.  |
| ------ |
| 20,854 |